# Anthicus dzhungaricus
Anthicus dzhungaricus là một loài bọ cánh cứng trong họ Anthicidae. Loài này được Medvedev & Micheetchev miêu tả khoa học năm 1979.